# Trefnant

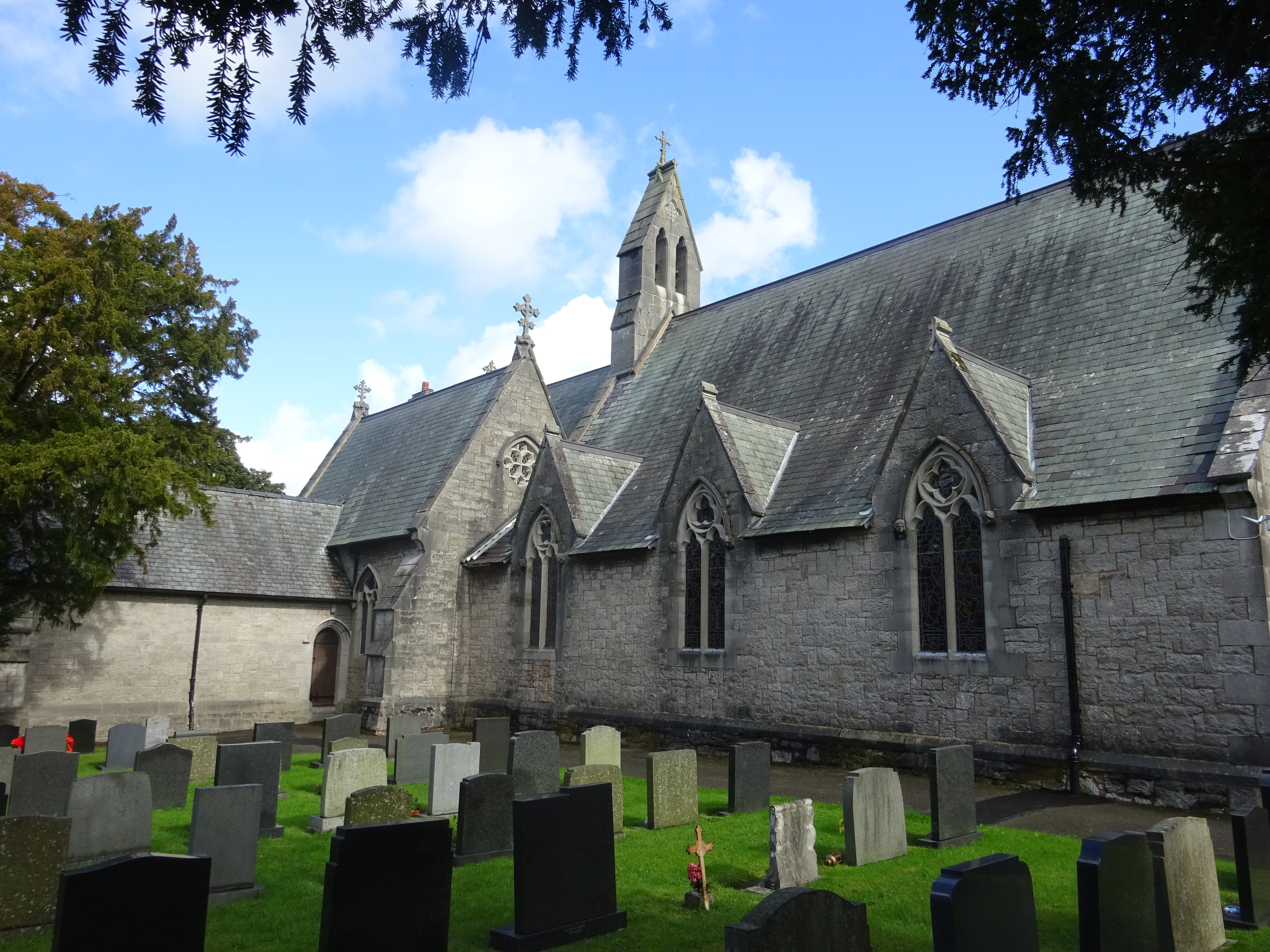
Trefnant: la chiesa della Santa Trinità

Trefnant è un villaggio con status di comunità (community) del Galles nord-orientale, facente parte della contea del Denbighshire. L'intera community conta una popolazione di circa 1 500 abitanti, mentre il solo villaggio conta circa 900 abitanti.

## Geografia fisica
Trefnant si trova nella parte settentrionale della contea del Denbighshire, a nord di Denbigh e a sud di St Asaph.
L'intera community occupa una superficie di 11,99 km², mentre il villaggio principale occupa una superficie di 0,2475 km².

## Monumenti e luoghi d'interesse

### Architetture religiose

#### Chiesa della Santa Trinità
Principale edificio religioso di Trefnant è la chiesa della Santa Trinità, progettata dall'architetto George Gilbert Scott e realizzata tra il 1853 e il 1855 in memoria del colonnello John Lloyd Salusbury.

### Architetture civili

#### Llannerch Park e Llannerch Hall
Altro luogo d'interesse di Trefnant è Llannerch Park, una tenuta realizzata all'interno del sito medievale di Lleweni Vechan e che presenta una residenza, Llannerch Hall, risalente al XVII secolo.

## Società

### Community
Nel 2020, la popolazione della comunità di Trefnant era stimata in 1 509 unità, in maggioranza (772) di sesso femminile.
La popolazione al di sotto dei 18 anni era stimata in 263 unità (di cui 117 erano i bambini al di sotto dei 10 anni), mentre la popolazione dai 65 anni in su era stimata in 456 unità (di cui 119 erano le persone dagli 80 anni in su).
La community ha conosciuto un decremento demografico rispetto al 2011, quando la popolazione censita era pari a 1 581 unità. Il dato era in rialzo rispetto al 2001, quando la community di Trefnant contava 1 409 abitanti.

### Villaggio
Nel 2020, la popolazione del villaggio di Trefnant era stimata in 975 unità, in maggioranza (491) di sesso maschile.
La popolazione al di sotto dei 18 anni era stimata in 189 unità (di cui 89 erano i bambini al di sotto dei 10 anni), mentre la popolazione dai 65 anni in su era stimata in 250 unità (di cui 47 erano le persone dagli 80 anni in su).
Il villaggio ha conosciuto un decremento demografico rispetto al 2011, quando la popolazione censita era pari a 993 unità. Il dato era in rialzo rispetto al 2001, quando il villaggio di Trefnant contava 832 abitanti.